# Søby Sogn (Ærø Kommune)

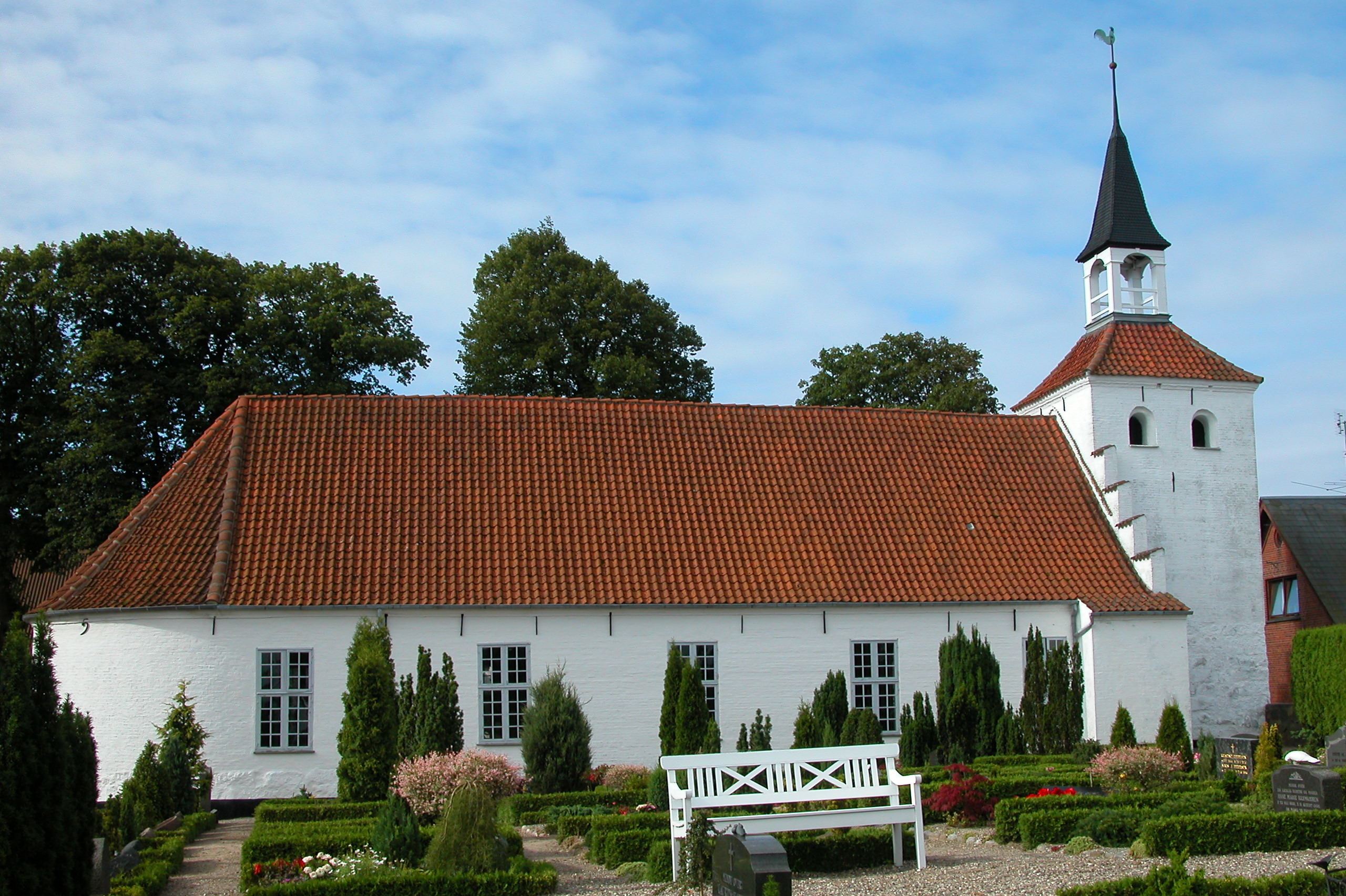
Søby Kirke

Søby Sogn ist eine dänische Kirchspielgemeinde (dän.: Sogn) auf der Insel Ærø. Bis 1970 gehörte sie zur Harde Ærø Herred im damaligen Svendborg Amt, danach zur Ærøskøbing Kommune im damaligen Fyns Amt. Im Vorfeld der Kommunalreform zum 1. Januar 2007 wurde das Kirchspiel bereits 2006 der Ærø Kommune zugeordnet, die seit 2007 zur Region Syddanmark gehört. In der Gemeinde liegt die Kirche „Søby Kirke“.
Nachbargemeinde ist im Südwesten das Kirchspiel Bregninge.
Die Gemeinde hatte am 1. Januar 2023 606 Einwohner, davon wohnten 436 im Kirchdorf.